# 대니얼 베시얼 워너

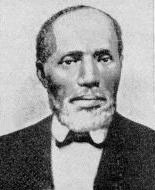
대니얼 워너

대니얼 베시얼 워너(영어: Daniel Bashiel Warner, 1815년 4월 19일 ~ 1880년 12월 1일)는 라이베리아의 제3대 대통령을 지낸 정치인이다.
미국 메릴랜드 주 볼티모어군에서 자유흑인의 아들로 태어나 어린시절 가족들과 함께 라이베리아로 이주했다. 대통령을 역임하기 전에는 스티븐 앨런 벤슨 정부의 부통령과 조지프 젱킨스 로버츠 정부의 국무총리를 맡았다. 독립 이후 제정된 라이베리아 국가의 가사를 쓰기도 했다. 1864년 라이베리아 공화당 소속의 대통령으로 선출되었고, 재임 동안 나라의 내륙 지역을 탐사하여 원주민들에 대해 기록하고 교류를 시도했다.

## 역대 선거 결과
| 선거명      | 직책명              | 대수 | 정당   | 득표율 | 득표수 | 결과 | 당락 |
| ----------- | ------------------- | ---- | ------ | ------ | ------ | ---- | ---- |
| 1859년 선거 | 라이베리아의 부통령 | 5대  | 무소속 | 0%     | -표    | 1위  |      |
| 1861년 선거 | 라이베리아의 부통령 | 5대  | 무소속 | 0%     | -표    | 1위  |      |
| 1863년 선거 | 라이베리아의 대통령 | 3대  | 공화당 | 0%     | -표    | 1위  |      |
| 1865년 선거 | 라이베리아의 대통령 | 3대  | 공화당 | 0%     | -표    | 1위  |      |